# Ірландські найманці
Ірландські найманці — ірландські вояки, що залишилися на військовій службі в арміях континентальної Європи опісля вимушеного від'їзду війська ірландських якобітів, під командуванням Патріка Сарсфілда, з Ірландії до Франції після Війни двох королів згідно договору у Лімерику. У більш узагальненому сенсі — найманці з цієї країни у XVI, XVII і XVIII століттях.